# Incident de Venlo
 (avril 2025).
Pour les articles homonymes, voir Siège de Venlo.

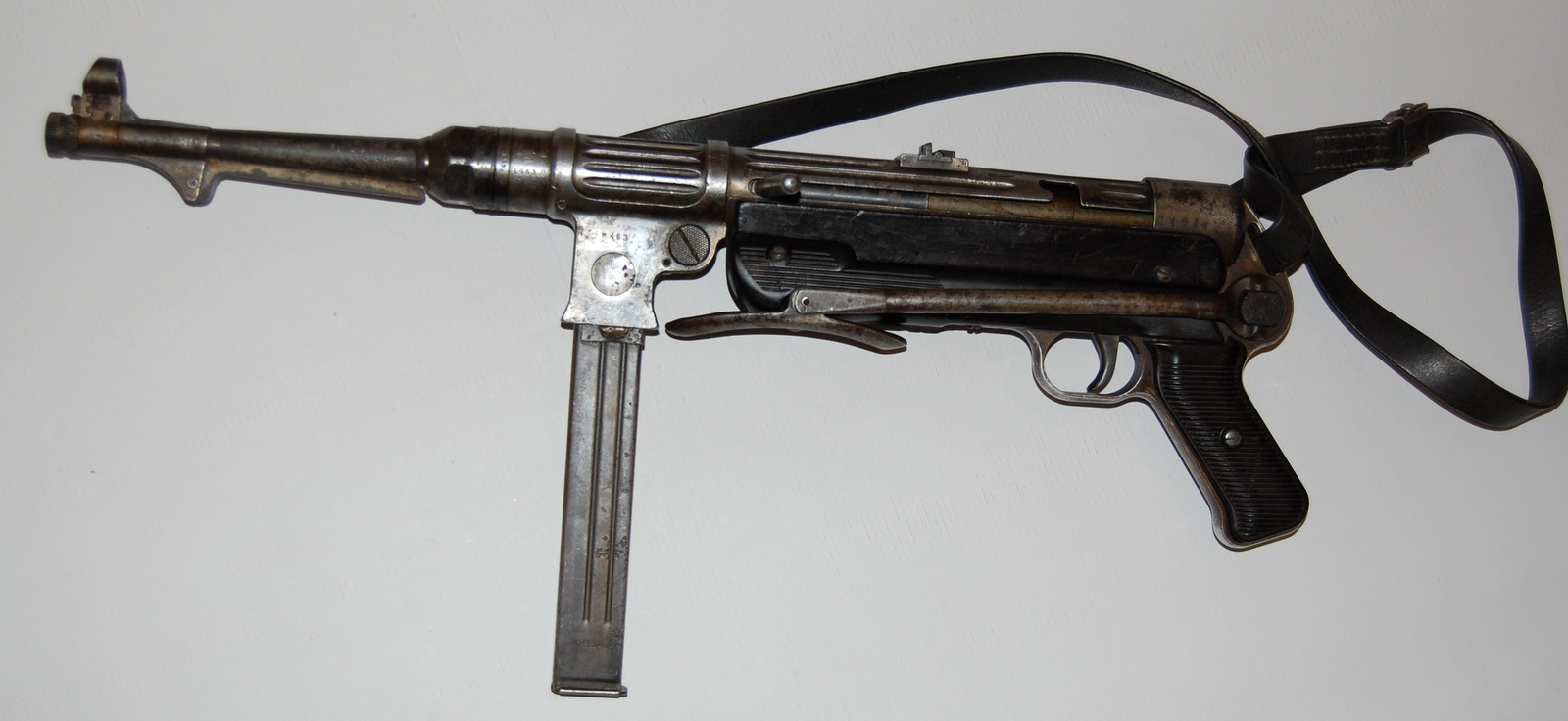
MP 38.

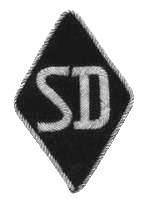
L'insigne du Sicherheitsdienst (SD).

L’incident de Venlo eut lieu pendant les premiers mois de la Seconde Guerre mondiale, le 9 novembre 1939 à Venlo, aux Pays-Bas. La Gestapo mit alors en œuvre un plan pour capturer deux agents des services secrets britanniques (Secret Intelligence Service).

## Personnes impliquées

### Protagonistes
- Deux agents britanniques du Secret Intelligence Service : • Major Richard Henry Stevens • Captain Sigismund Payne Best.
- Un officier des services secrets néerlandais : Dirk Klop.
- Les membres du commando allemand : • Walter Schellenberg, « Major Schaemmle » • Alfred Naujocks • ....(à compléter)

### Responsables
- Allemagne : • Heinrich Himmler • Reinhard Heydrich, chef du RSHA.
- Royaume-Uni : • Neville Chamberlain, premier ministre • Lord Halifax, ministre des Affaires étrangères • Stewart Menzies, directeur de l’Intelligence Service (MI6) • Claude Dansey, son adjoint.
- Pays-Bas : Johan W. van Oorschot, chef des services secrets.

## Contexte
Des officiers allemands de la Gestapo organisèrent une rencontre avec les agents britanniques dans la ville de Venlo, aux Pays-Bas, en prétendant y être des réfugiés et fomenter un complot contre Adolf Hitler. L'un de ces officiers allemands était Walter Schellenberg, connu pour être devenu plus tard (à partir de 1943) le chef des services secrets du Sicherheitsdienst (SD). L'objectif de cette rencontre était de recueillir des renseignements sur les méthodes de travail des services secrets britanniques, ainsi que de transmettre de fausses informations.
Les deux agents britanniques, Sigismund Payne Best et Richard H. Stevens, rencontrèrent trois officiers, dont le "Major Schaemmle" (Walter Schellenberg). Ce dernier prétendit que la haute chaîne de commandement nazie était fortement préoccupée par les pertes élevées de la campagne de Pologne et qu'elle songeait à faire arrêter Hitler.
Cependant, Heinrich Himmler ordonna l'arrestation des agents britanniques. Dans la nuit du 8 au 9 novembre 1939, des agents allemands, parmi lesquels Alfred Naujocks, pénétrèrent sur le territoire néerlandais. Un rendez-vous avait été arrangé dans un café de Venlo. Les Britanniques, auxquels on avait fait la promesse que le général à la tête du complot serait présent, amenèrent avec eux un officier des services secrets néerlandais, Dirk Klop.
À leur arrivée, les Allemands bloquèrent leur voiture avec des mitraillettes et tuèrent leur collègue néerlandais. Arrêtés, les deux agents britanniques furent transférés en Allemagne.

## Conséquences
Lors de son arrestation, Stevens était en possession d'une liste d'agents britanniques. D'autres noms lui seront encore soutirés lors d'interrogatoires menés à Düsseldorf. Utilisant ces informations, la Gestapo fit arrêter des agents britanniques dans les territoires occupés, en particulier en Tchécoslovaquie. La Gestapo obtint en outre des informations sur l'organisation des services secrets britanniques, ainsi qu'une liste d'officiers à arrêter lorsque la Grande-Bretagne serait envahie.
À la suite de cet incident, les Britanniques devinrent extrêmement méfiants envers toute approche allemande professant une quelconque forme de résistance anti-nazie. Cet incident fut aussi utilisé par Adolf Hitler comme prétexte pour attaquer les Pays-Bas, qui, en travaillant avec les britanniques à un complot sur sa personne, auraient ainsi rompu leur neutralité.
Best et Stevens restèrent emprisonnés jusqu'à la fin de la guerre.

### En littérature
- Evènements retranscrits dans le roman de William Boyd : La Vie aux aguets (2006).
- Le personnage de Claude Dansey (Colonel Z) est décrit sous le nom de "R" dans le roman de Somerset Maugham Mr.Ashenden, agent secret (1928)